# 西园街道 (兰州市)
西园街道，是中华人民共和国甘肃省兰州市七里河区下辖的一个乡镇级行政单位。

## 行政区划
西园街道下辖以下地区：
下西园社区、上西园社区、工林路社区、林家庄社区、西津东路社区、柏树巷社区、五星坪社区、文化宫社区、华林山社区和华林坪社区。